# Abdul Karim Qassim
Abdul Karim Qassim (în arabă عبد الكريم قاسم, transliterat: Abd al-Karīm Qāsim, AFI: [ʕabdulkariːm qɑːsɪm]; n. 21 noiembrie 1914, Bagdad, Imperiul Otoman – d. 9 februarie 1963, Bagdad, Irak) este ofițer militar, prim-ministru al Irakului, comandant șef al forțelor armate irakiene și ministru interimar al apărării din 1958 până în 1963. Este considerat primul conducător irakian de la sfârșitul monarhiei și înființarea republicii.
Abdul Karim Qasim a fost unul dintre liderii Revoluției din 14 iulie, care a reușit să răstoarne monarhia din Irak și să declare înființarea republicii. Abdul Karim Qassim a condus ca prim-ministru în țara sa până la înlăturarea sa de la putere și execută-l sa în lovitura de stat din 8 februarie 1963.